# Præstens Datter
Præstens Datter er en stumfilm fra 1918 instrueret af Holger-Madsen.